# Dürer-Gymnasium Nürnberg
Das Dürer-Gymnasium Nürnberg ist ein Gymnasium in Nürnberg.

## Geschichte
Die Schule wurde 1833 aufgrund einer Verordnung König Ludwigs I., dem die Unterrichtung von Realien in neuen Landwirtschafts- und Gewerbeschulen am Herzen lag, als Gewerbeschule gegründet. 1877 wurde die Gewerbeschule in eine „Königliche Kreisrealschule“ umgewandelt und führte nun die Bezeichnung „Neue Oberrealschule“. 1933, im Jahr des hundertjährigen Bestehens, wurde die Schule zu Ehren Albrecht Dürers in „Düreroberrealschule“ umbenannt. 1937 erfolgte der Umzug aus dem bisherigen Schulgebäude, dem heutigen Bauhof der Stadt Nürnberg, in das jetzige Gebäude an der Sielstraße 17. Dieses war bereits 1913 erbaut worden und bis zu diesem Zeitpunkt von der Realschule II belegt. Die Realschule II wurde mit der Dürer-Oberrealschule verschmolzen. Im August 1965 erhielt die Schule ihren heutigen Namen, aus der Dürer-Oberrealschule wurde das Dürer-Gymnasium.
Die Schule war zunächst eine reine Jungenschule, bis im Schuljahr 1972/73 die ersten Mädchen aufgenommen wurden.
Seit 2015 gehört das Dürer-Gymnasium dem nationalen Exzellenz-Netzwerk MINT-EC an.

## Lage

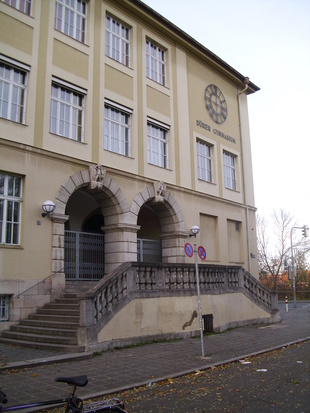
Schrägansicht des Haupteingangs des Dürer-Gymnasiums (November 2009)

Das Gymnasium liegt im Westen Nürnbergs im Stadtteil Gostenhof am Pegnitz-Ufer. Der rechte Nachbar ist die ehemalige Brauereianlage der Lederer Bräu, der linke die Justizvollzugsanstalt Nürnberg.

## Schulzweige
- Naturwissenschaftlich-technologisches Gymnasium mit der Sprachenfolge Englisch→Französisch/Latein und einem verstärkten Angebot in Naturwissenschaften und Informatik.
- Sprachliches Gymnasium mit der Sprachenfolge Englisch→Französisch/Latein→Spanisch.

## AG-Bereich
Es werden der Dürer-Chor, der Debattier-Club (bis zur 9. Klasse) und mehrere Theater-AGs angeboten. Die Schule nahm an den „Mittelfränkischen Theatertagen“ und dreimalig an den Theatertagen der bayerischen Gymnasien in den Jahren 2004, 2009 und 2011 teil. In den Jahren 2009 und 2011 wurde sie zum Jugendtheaterfestival Licht.blicke eingeladen.

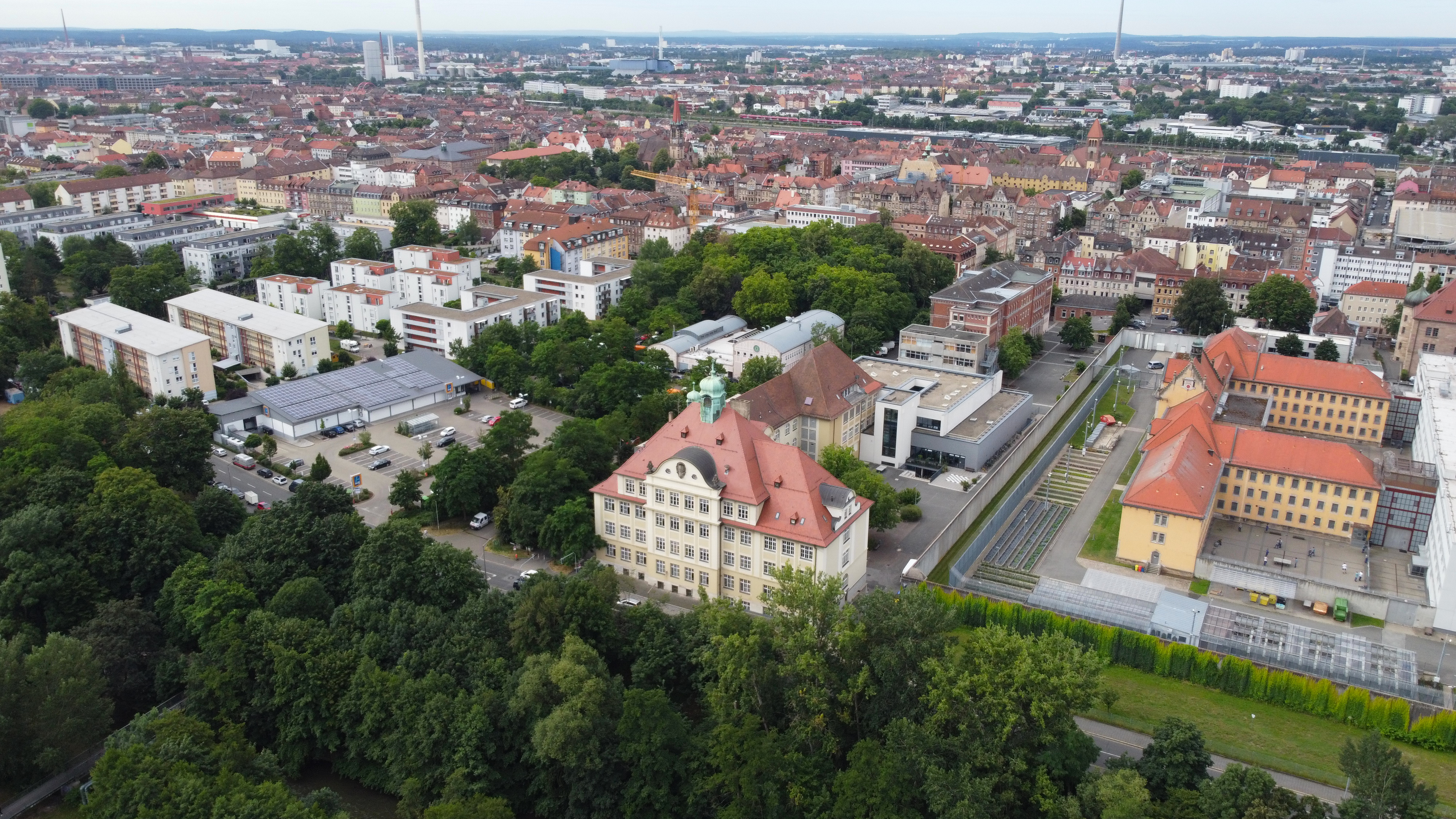
Lage des Dürer-Gymnasiums

## Nachmittagsbetreuung
Die Schule verfügt über eine Mensa und bietet neben Mittagessen auch Nachmittagsbetreuung an.

## Sonstiges
- In der Schule werden in den Jahrgangsstufen 5 bis 10 mit den M-Klassen spezielle Klassen für Hochbegabte angeboten. Die Aufnahme erfordert einen Test und die Teilnahme an einem Probeunterricht.[2]
- Der Siebtklässler Martin Drees wurde 2011 deutscher Meister im Kopfrechnen[3] und 2012 Weltmeister im Kopfrechnen.[4]
- Das seit 2011 bestehende U 13-Schulschachteam der Schule konnte schon einige Erfolge auf landesweiter Ebene einfahren.
- Der Dokumentarfilmer Michael Moore drehte Teile seines im Jahr 2015 erschienenen Films Where to Invade Next in der Schule.[5]

## Bekannte Ehemalige
Schüler
- Paul Reiner (1886–1932), promovierter Chemiker und Reformpädagoge
- Ulrich Schultheiss (* 1956), Komponist und Hochschullehrer
- Horst Weyerich (* 1957), Fußballspieler
- Thomas Grethlein (* 1958), Philosoph und Vorsitzender des 1. FC Nürnberg
- Matthias Schwab (* 1963), Mediziner und Hochschullehrer
- Markus Söder (* 1967), Bayerischer Ministerpräsident

Lehrkräfte
- Joseph Gambihler (1801–1847), Lehrer für Englisch und Französisch
- Otto Grau (1913–1981), Maler und Grafiker
- Peter Schönlein (1939–2016), ehemaliger Oberbürgermeister der Stadt Nürnberg